# 44e demi-brigade de chasseurs à pied
Ne doit pas être confondu avec 44e bataillon de chasseurs à pied.
« 81e bataillon de chasseurs à pied », « 90e bataillon de chasseurs à pied » et « 109e bataillon de chasseurs à pied » redirigent ici. Pour les autres significations, voir 81e, 90e et 109e bataillon.
La 44e demi-brigade de chasseurs à pied (44e DBCP) est une unité militaire française qui a participé à la Seconde Guerre mondiale. Formé dans les Vosges en septembre 1939 avec les 81e, 90e et 109e bataillons de chasseurs à pied (81e, 90e  et 109e BCP), elle y disparait au combat en juin 1940.

## Historique

### Formation
Dans le cadre de la mobilisation française de 1939, la demi-brigade est constituée dans les Vosges en septembre 1939 avec trois bataillons de chasseurs formant corps :
- le 81e bataillon de chasseurs à pied, mis sur pied à Bruyères,
- le 90e bataillon de chasseurs à pied, mis sur pied à Laval-sur-Vologne,

- le 109e bataillon de chasseurs à pied, mis sur pied à Champ-le-Duc.

### Opérations
La demi-brigade est d'abord rattachée à la 52e division d'infanterie (52e DI). Le 17 novembre 1939, elle permute avec la 41e demi-brigade de chasseurs à pied (88e, 96e et 110e BCP) et passe à la 70e division d'infanterie,.
La 52e DI est en position dans la région de Wissembourg au début de la bataille de France. Elle se replie en direction du massif des Vosges à partir du 13 juin 1940. La division et ses bataillons de chasseurs sont capturés dans la région d'Épinal les 21 et 22 juin.

## Insignes
Chaque bataillon a un insigne :
- L'insigne du 81e BCP présente le cor des chasseurs chargé d'un coq de bruyère attaquant (référence au lieu de formation du bataillon), avec sur le pavillon du cor le numéro 81[1].
- L'insigne du 90e BCP présente le cor des chasseurs avec au centre une serre d'oiseau (le premier chef de bataillon s'appelant Lasserre) adextrée d'une croix de Lorraine (référence aux origines lorraines des chasseurs du 90e). Le pavillon du cor porte le numéro 90[1].
- L'insigne du 109e BCP présente le cor des chasseurs chargé d'un hibou perché. Le hibou (ou duc) fait référence au lieu de formation du bataillon. Le pavillon du cor porte le numéro 109[1].